# Kysucká magistrála

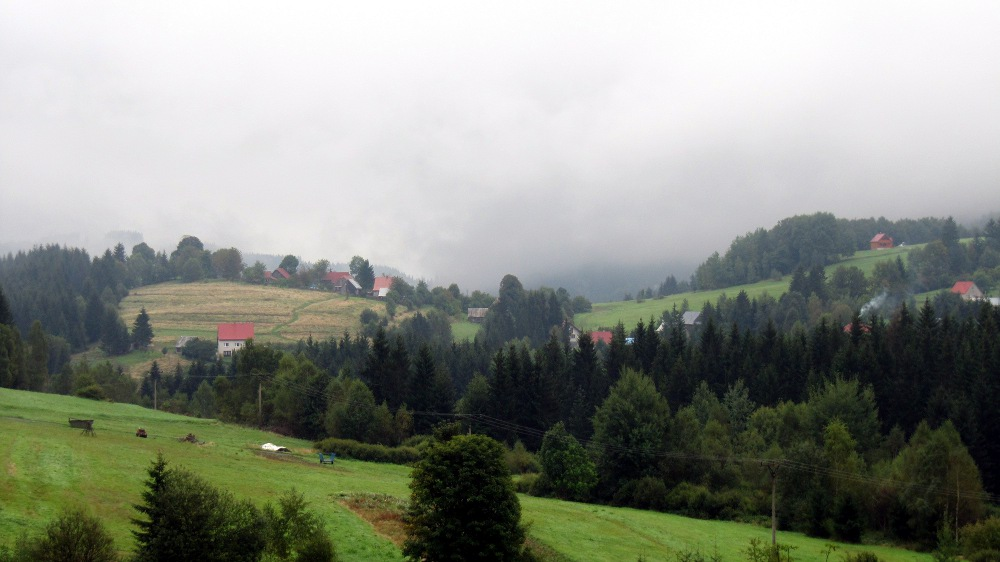
Magistrála vede i lazmi Klokočova.

Kysucká magistrála je turistická magistrála na Slovensku, vedoucí pohořími Moravskoslezské Beskydy a Turzovská vrchovina. Magistrála je značená červeným turistickým značením a spojuje Makov s Rakovou. Celková délka trasy je 44,1 km, převýšení 1 940/2 125 metrů a odhadovaný čas na její zdolání je 13 hodin. 

## Průběh trasy
Magistrála začíná na rozcestí Makov - chata (610 m n. m.), odkud směřuje přes osadu Bugalovci do sedla nad Bitalovcami (830 m n. m.), kde křižuje mezinárodní dálkovou turistickou trasu E3. Přes Volarskú (800 m n. m.), Vyšný Kelčov (635 m n. m.), Zátoku (600 m n. m.) a Korňu (Majtánovci) (575 m n. m.) pokračuje sedlem nad Pupíkovcami (805 m n. m.) k osadě Riečky (515 m n. m.) nedaleko Klokočova. Po výstupu na Javorovú (788 m n. m.) následuje vrchol Hliněné (874 m n. m.) a opět sestup do údolí potoka Olešnianka (530 m n. m.) v lokalitě Jelitov. Chodník pokračuje severovýchodním směrem přes osadu Korcháňovci (535 m n. m.) a přes Prielačský vrch (649 m n. m.) sestupuje k Rakové (425 m n. m.), kde na železniční zastávce končí.